# Pétrus Faure
Pour les articles homonymes, voir Faure.
Pétrus Faure est un homme politique français, né le 11 octobre 1891 à la Ricamarie et mort le 10 novembre 1985 au Chambon-Feugerolles.

## Biographie
Fils de mineur, il grandit dans les misérables quartiers ouvriers de la Ricamarie, dans la banlieue de Saint-Étienne. Il passe son certificat d'études, et devient ensuite berger à 12 ans, ouvrier à 13 et mineur à 16. Il est alors anarchiste de conviction. 
Il se conduit avec bravoure pendant la Première Guerre mondiale et renonce à ses sentiments libertaires à la sortie du conflit, devenant socialiste et membre de la Section française de l'Internationale ouvrière (SFIO), puis du Parti communiste français qu'il rejoint après le Congrès de Tours de 1920. De tempérament trop indépendant, il en est exclu en 1929.
Devenu conseiller municipal du Chambon-Feugerolles en 1919, il en est le maire entre 1925 et 1940. Il représente le PCF lors des élections législatives de 1928 mais échoue de peu face au député sortant, membre de la Fédération républicaine. En 1919, il est élu conseiller d'arrondissement du canton du Chambon-Feugerolles, puis, en 1931, conseiller général du même canton. En 1932, à sa seconde tentative, il est élu député.
Il est alors le fondateur en 1929 du Parti d'unité prolétarienne, qui rassemble des dissidents du PCF disposant souvent d'une forte assise locale. Il maintient l'indépendance du PUP jusqu'en 1937, année de la fusion du petit parti ouvrier avec la vieille maison socialiste. Il retrouve alors la SFIO.
Il est réélu député prolétarien en 1936 lors de la victoire électorale du Front populaire. Le 10 juillet 1940, il s'abstient volontairement lors du vote sur la remise des pleins pouvoirs au maréchal Pétain. Il est alors démis de ses fonctions par le régime de Vichy. 
À la Libération, il est membre du jury de la Haute Cour de justice et assiste en 1945 au procès du maréchal Pétain (il indique n'avoir pas été averti de son inscription comme juré). 
Il retrouve en 1947 ses fonctions à la mairie du Chambon-Feugerolles, qu'il conserve jusqu'en 1971. Il ne retrouve pas, en revanche, de mandat parlementaire. 
Il révèle dans un livre édité à compte d'auteur, Un Témoin raconte (1962), le secret des délibérations ayant abouti à la condamnation à mort de Pétain - votée par 14 voix contre 13 selon lui. Cela lui vaut d'être inculpé en 1965 pour violation du secret professionnel et d'être jugé en correctionnelle l'année suivante, en compagnie d'un autre ancien juré (Gabriel Delattre). Relaxés en première instance, ils sont condamnés en appel. En 1968, dans le périodique de l'Association pour défendre la mémoire du maréchal Pétain, il demande la révision du procès de 1945 car il se dit convaincu que Pétain n'a pas collaboré volontairement et qu'il n'a pas trahi. En 1973, il publie un ouvrage, Un Procès inique, préfacé par l'un des avocats de Pétain, Jacques Isorni, dans lequel il revient sur le procès Pétain en dénonçant son caractère politique et sa partialité. 
Également auteur de plusieurs ouvrages d'histoire locale et sociale, Pétrus Faure s'éteint en 1985, dans sa 95e année. Il laisse le souvenir d'un infatigable combattant de la condition ouvrière, tant dans ses fonctions locales qu'à l'échelle nationale.